# Lobstick

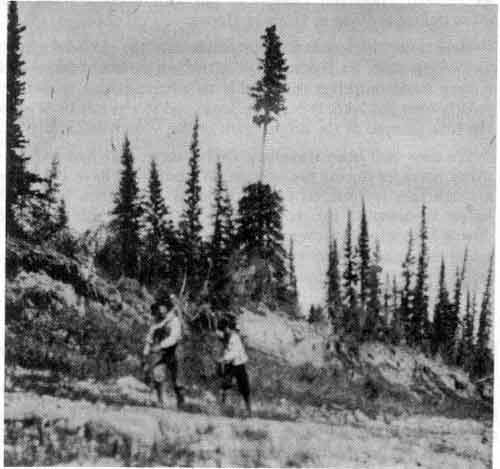
Indianen die een pad volgen langs de oever van de Hayes met in de achtergrond een lobstick als herkenningspunt (Manitoba, ca. 1910)

Een lobstick is een traditionele markering die aangetroffen wordt in de boreale wouden van Canada, gemaakt door het verwijderen van de middelste (of lagere) takken van een naaldboom. De lobstick dient als herkenningspunt of richtingaanwijzer.
Lobsticks kunnen ook bekend staan als "lopsticks" of "maypoles" (meibomen).

## Uitzicht
De lobstick is gemaakt door de meeste lagere takken (of de middelste takken) van hoge dennen- of sparrenbomen af te hakken. Het resterende plukje aan de bovenkant doet de boom van een afstand opvallen. Af en toe werden andere bomen rond de lobstick gekapt om de zichtbaarheid verder te verbeteren. In sommige gevallen werd de schors verwijderd en werden namen in het hout gesneden.

## Gebruik
Het gebruik kan zowel praktisch als symbolisch zijn. Lobsticks markeerden paden of portages, voedselbronnen of jachtgebieden. Ze werden ook gebruikt als culturele markeringen om ontmoetingsplaatsen, begraafplaatsen, ceremoniële plaatsen of persoonlijke totems aan te duiden of om iemand te eren. 
Ontdekkingsreiziger Warburton Pike schreef in de 19e eeuw: "Bij het geven van aanwijzingen aan een vreemdeling is het hopeloos om de punten en bochten van een eentonige rivierweg te beschrijven, maar een lobstick vervult de taak van een wegwijzer en lost meteen de kwestie van de lokalisering op."

## Geschiedenis
First Nations-gemeenschappen gebruikten sinds de prehistorie lobsticks om paden en jachtgebieden te markeren en om algemeen te helpen bij zich te lokaliseren. De praktijk werd later overgenomen door de eerste Europeanen die door het Canadese binnenland reisden.
Ontdekkingsreiziger Alexander Mackenzie vond lobsticks tijdens zijn reizen en schreef dat ze "de onmiddellijke verblijfplaats van de inboorlingen aanduidden". In 1790 creëerde reiziger Peter Pangman een lobstick bij Rocky Mountain House om de verste ontdekkingstocht langs de rivier de Saskatchewan te markeren. In de jaren 1820 vond pelshandelaar Alexander Ross een lobstick die de monding van de rivier de Berens markeerde.
Verschillende plaatsen in Canada zijn genoemd naar lobsticks die zich er ooit bevonden, zoals Lobstick Lake op het schiereiland Labrador. Zie Lobstick (doorverwijspagina) voor meer voorbeelden.